# Седа Вермишева
Седа Вермишева (на арменски: Սեդա Վերմիշևա, на руски: Сэда Вермишева) е арменска поетеса, икономистка, преводачка, публицистка и общественичка.

## Биография и творчество
Седа Константиновна Вермишева е родена на 9 октомври 1932 г. в Тбилиси, Грузия, СССР. Произхожда по бащина линия от княжеския арменски род Аргутински-Долгоруки.
Детството ѝ преминава в Москва. По време на Великата отечествена война баща ѝ, работил в московската милиция, доброволно отива на фронта. Семейството е евакуирано в Тбилиси, тя завършва гимназия в Ереван и Икономическия факултет на Ереванския държавен университет, прави аспирантура в Научноизследователския институт по камък и силикати на Министерството на строителните материали в Армения.
След дипломирането си работи като водещ инженер в института и като началник на сектор „Проучване на възможностите“ в катедрата „Икономика на производството на строителни материали“. После става старши научен сътрудник в Института по икономика и планиране на Арменската ССР. Успешно съчетава своите научни, аналитични, журналистически и социални дейности с интензивна творческа работа в литературата.
Публикува стихотворения в списанията „Дружба народов“, „Знамя“, „Меценат и мир“, „Арагаст“, „Литературная Армения“, „Кольцо А“ и др., както и във вестниците „Российский писатель“, „Литературная газета“, „Голос Армении“. Участва със свои произведения в различни колективни сборници и алманаси.
Авторка е на 18 поетични сборника. Първата стихосбирка „Солнце стоит высоко“ е публикувана през 1970 г. Следват „Мерцающий пунктир“ (1974); „Нагорье“ (1989); „Щербатая клинопись“ (1999); „Разбит наш дом“ (2003); „Из камня и песка“ (2005) и др. Стиховете ѝ са превеждани на арменски, френски, словашки, български, полски, английски езици.
От 1974 г. е член на Съюза на писателите на СССР и на Съюза на писателите на Армения, ръководител на рускоезичня сектор. Съпредседател е на московското общество за арменско-руско приятелство. В периода 1987 – 1988 г. е експерт на арменския клон на Културния фонд на СССР.
За нейната ползотворна литературна и обществена дейност е удостоена с множество държавни и литературни награди. Получава най-високи награди в областта на литературата и изкуството на Армения – медала „Нерсес Шнорали“ (на името на класическия арменски поет Нерсес Шнорали), сребърен кръст с диаманти на Съюза на арменците на Русия, медалите „Мовсес Хоренаци“, „Михаил Лермонтов“ и „Шолохов“.
Освен в литературното творчество, работи активно в областта на журналистиката и аналитиката. Акредитирана е в периода 1994 – 1999 г. като кореспондент на вестник „Гласът на Армения“ към Министерството на външните работи на Русия. От 1993 г. е експерт на представителството на Нагорни Карабах в Москва, за което получава държавни награди на Република Нагорни Карабах.
Седа Вермишева умира на 18 февруари 2020 г. в Ереван.

## Произведения

### Поезия
- Солнце стоит высоко (1970)
- Мерцающий пунктир (1974)
- Листья (1982)
- Наскальный орнамент (1988)
- Нагорье (1990)
- Но как жива ещё душа! (1999)
- Крыло любви (1999)
- Щербатая клинопись (1999)
- Крыло любви (2000)
- Разбит наш дом (2003)
- Возвращение к себе (2003)
- Из камня и песка (2005)
- Мятежная нежность (2008)
- Смятение (2013)
- Преодоление (2014)
- Бессмертный дух (2015)

### Други
- Централизация власти – императив внутренней идеи России (2002)
- Императив внутренней идеи (2003)